# Saint-Maurice Pellevoisin (métro de Lille)
Cet article concerne la station de métro. Pour le quartier de Lille, voir Saint-Maurice Pellevoisin.
La station Saint-Maurice Pellevoisin est une station de la ligne 2 du métro de Lille, située à Lille, dans le quartier Saint-Maurice Pellevoisin. Inaugurée le 18 mars 1995, la station permet de desservir l'église Saint-Maurice des Champs.

## La station

### Situation
La station se situe dans le quartier Saint-Maurice Pellevoisin à Lille. Elle se situe sur la rue du Faubourg-de-Roubaix, au niveau de la rue Gounod.
Elle est située sur la ligne 2 entre les stations Gare Lille-Europe et Mons Sarts, respectivement à Lille et à Mons-en-Barœul. C'est la dernière station de la ligne 2 à desservir le territoire de la commune de Lille en direction de Tourcoing.

### Origine du nom
Elle doit son nom au quartier Saint-Maurice Pellevoisin qu'elle dessert

### Histoire
La station est inaugurée le 18 mars 1995, lors du prolongement vers Fort de Mons.

### Architecture
Station bâtie sur deux niveaux souterrains, bénéficiant d'un seul accès en surface (deux en comptant l'ascenseur) :
- niveau -1 : vente et compostage des billets, hall permettant le choix de la direction du trajet
- niveau -2 : voies centrales et quais opposés

## Intermodalité
La station est desservie par les lignes L91E et 50 du réseau Ilévia.

## À proximité
- Lycée privé Ozanam
- Mairie de quartier
- Polyclinique de La Louvière
- Église Saint-Maurice des Champs
- Mosquée El Forkane
- Séminaire de Lille